# Ekeberga gravplats

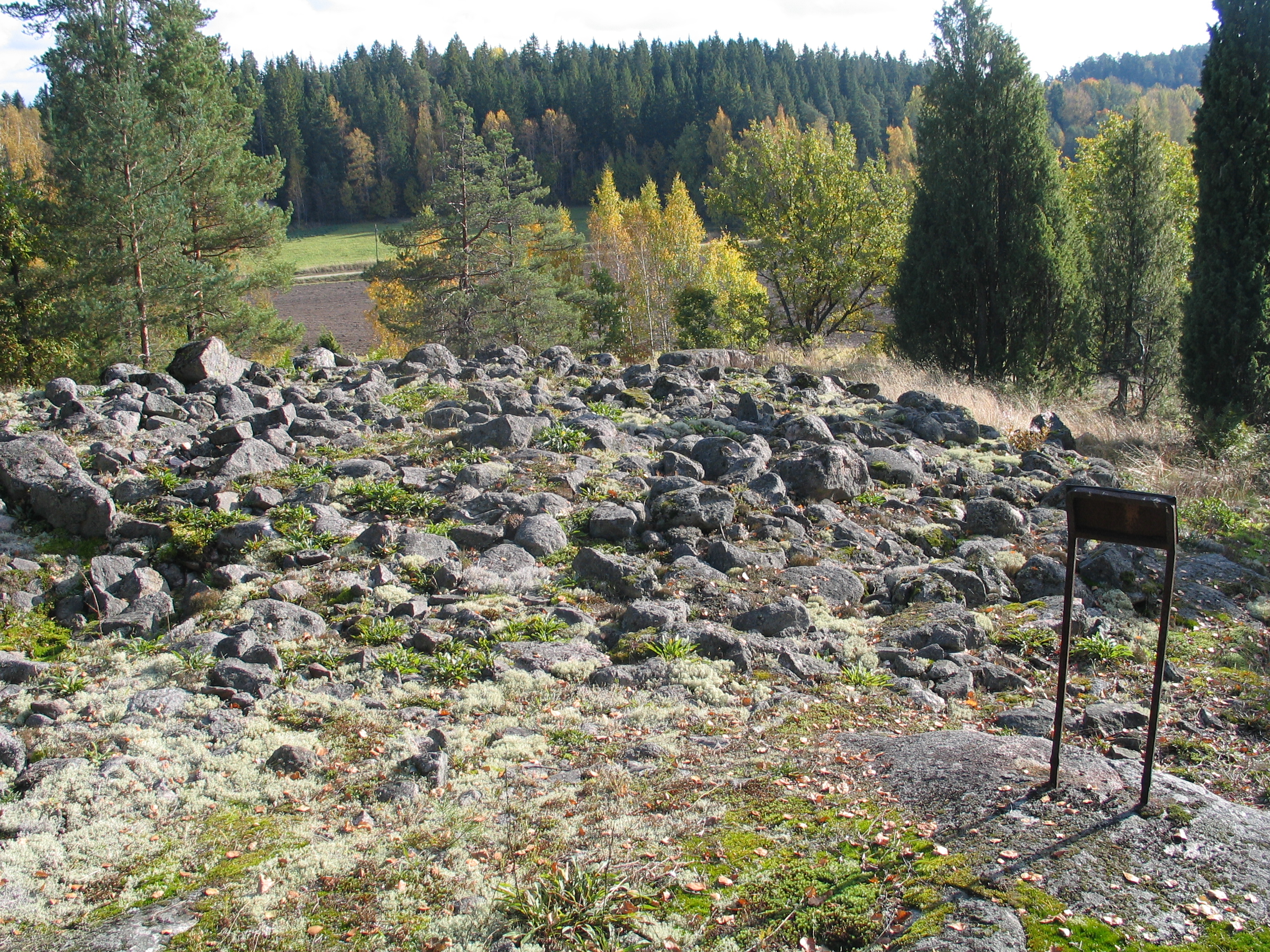
Ekeberga gravröse i Sjundeå.

Ekeberga gravplats är en forntida begravningsplats i Sjundeå i Finland. Gravplatsen har daterats till romersk tid och den ligger på en kulle nära Sjundeå kyrkoby cirka 370 meter nordost om Svidja slott. På kullen finns bland annat ett gravröse. Ekeberga gravplats är en fast fornlämning som är skyddad av Museiverket. Ekebergas kulturhistoriskt värde är mycket betydelsefullt.
Ett gravröse från den äldre och yngre romerska järnåldern, vars stenkonstruktion (18 x 13 m) omfattar särdrag från såväl rösegravar som tarandgravar. Objektet hör till så kallade migrationsgravrösen, som enbart förekommer på en smal kustzon i sydvästra Finland. Objektet som finns högt upp på backen har inte varit strandbundet och det landskap som öppnar sig från objektet motsvarar i stor utsträckning naturförhållandena under byggnadstiden. Graven har utforskats och fynden utgörs av brända ben, brons- och järnföremål och pärlor av glasmassor.